# Беломорская улица (Москва)
Беломо́рская у́лица — улица в Северном административном округе города Москвы на территории районов Ховрино и Левобережный. Проходит от Ленинградского шоссе до пересечения с улицами Дыбенко, Петрозаводской и Лавочкина. Нумерация домов ведётся от Ленинградского шоссе.

## Происхождение названия
Улица названа в 1964 году по Белому морю, по городу Беломорску и Беломорско-Балтийскому каналу в связи с расположением на севере Москвы. До этого в процессе строительства носила название Проектируемый проезд № 3670.

## Описание
Беломорская улица начинается от Ленинградского шоссе (на территории Левобережного района) тремя рукавами: «южным», «центральным» и «северным»:
«Южный рукав»: двустороннее автомобильное движение в первой трети, далее — одностороннее в сторону Петрозаводской улицы.
«Центральный рукав»: двустороннее движение в обе стороны, проезд под Ленинградским шоссе, далее по круговому движению: направо и налево — Ленинградское шоссе (в центр), прямо — проезд к Северному речному порту (только для служебных автомашин). 
«Северный рукав»: двустороннее автомобильное движение в первой трети, далее — одностороннее в сторону Ленинградского шоссе (в область). 
Все три рукава сходятся в один примерно через 400 м после начала улицы (см. Галерею).
Между «рукавами» находятся АЗС «Газпромнефть» и автостоянка.
Направление улицы в первой половине: с юго-запада на северо-восток, во второй своей половине улица плавно поворачивает на восток. Осевая линия улицы между поворотами на улицы Смольная и Левобережная является границей между районами Ховрино и Левобережный. Полностью Беломорская улица входит на территорию Ховринского района в точке пересечения с Левобережной улицей.
Примыкания с чётной стороны:
- безымянный регулируемый проезд во дворы напротив Валдайского проезда (после окончания строительных работ, ведущихся в микрорайоне, станет возможным выезд через дворовые территории на Фестивальную улицу[3])
- Смольная улица

Примыкания с нечётной стороны:
- Валдайский проезд
- Смольная улица
- Левобережная улица

Заканчивается улица регулируемым крестообразным перекрёстком: налево идёт улица Дыбенко, прямо — Петрозаводская, направо — Лавочкина.
На всём своём протяжении Беломорская улица имеет четыре полосы (по две в каждую сторону) автомобильного движения, за исключением небольшого участка (ок. 60 м) перед началом Смольной улицы — в сторону Петрозаводской улицы выделена третья полоса — только для общественного транспорта, поворачивающего направо (остальному транспорту движение направо запрещено).
С обеих сторон улица оборудована пешеходными тротуарами.
На протяжении улицы имеется три светофора и пять нерегулируемых пешеходных переходов (включая «рукава»).

## Здания и сооружения

### Нечётная сторона
- № 1 — центр социального обслуживания «Левобережное»
- № 5 к. 3 — управление социальной защиты населения района «Левобережный»
- № 11 к. 2 — электроподстанция
- № 15 стр. 3 — электроподстанция
- № 19 — Российская медицинская академия непрерывного профессионального образования

### Чётная сторона
- № 16-а — районный центр «Нева» (кинотеатр «Нева»), был открыт в 2020 году
- № 38-а — районная тепловая станция «Химки-Ховрино»
- № 38 стр. 1 — электроподстанция

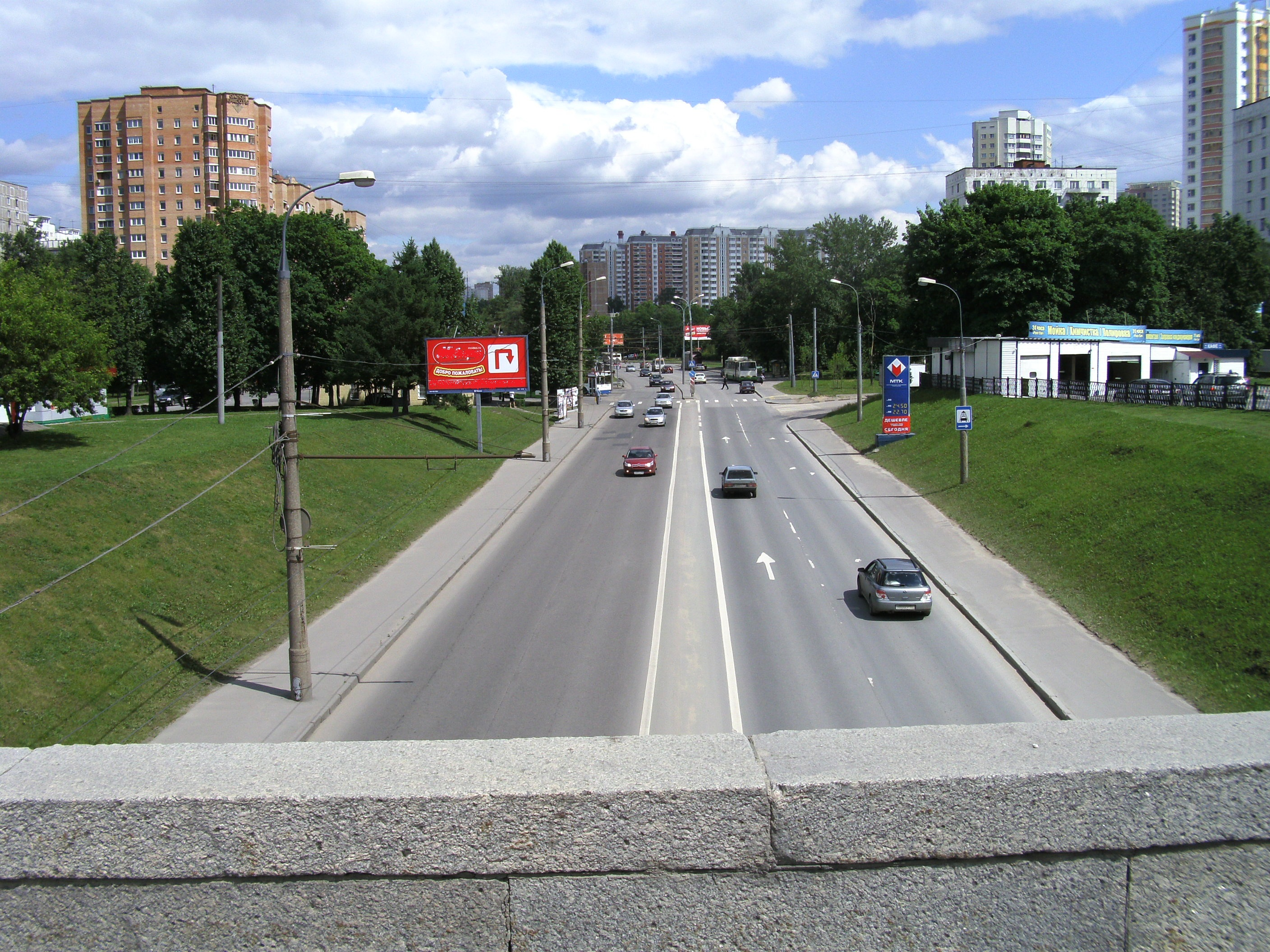
Начало улицы. «Центральный рукав»
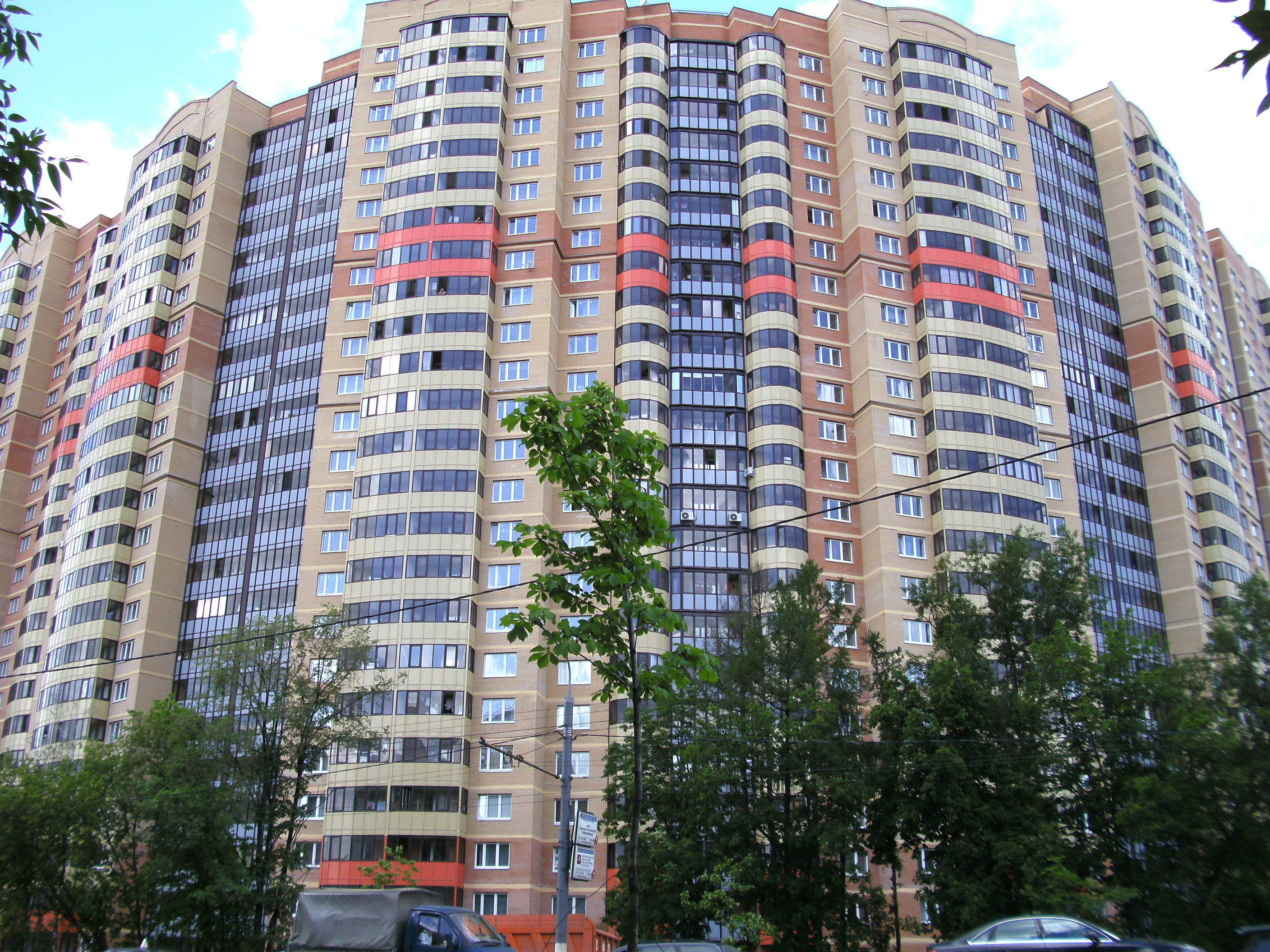
Многоэтажный жилой дом № 13 к. 1
Юмористический рекламный плакат на доме № 40 стр. 17
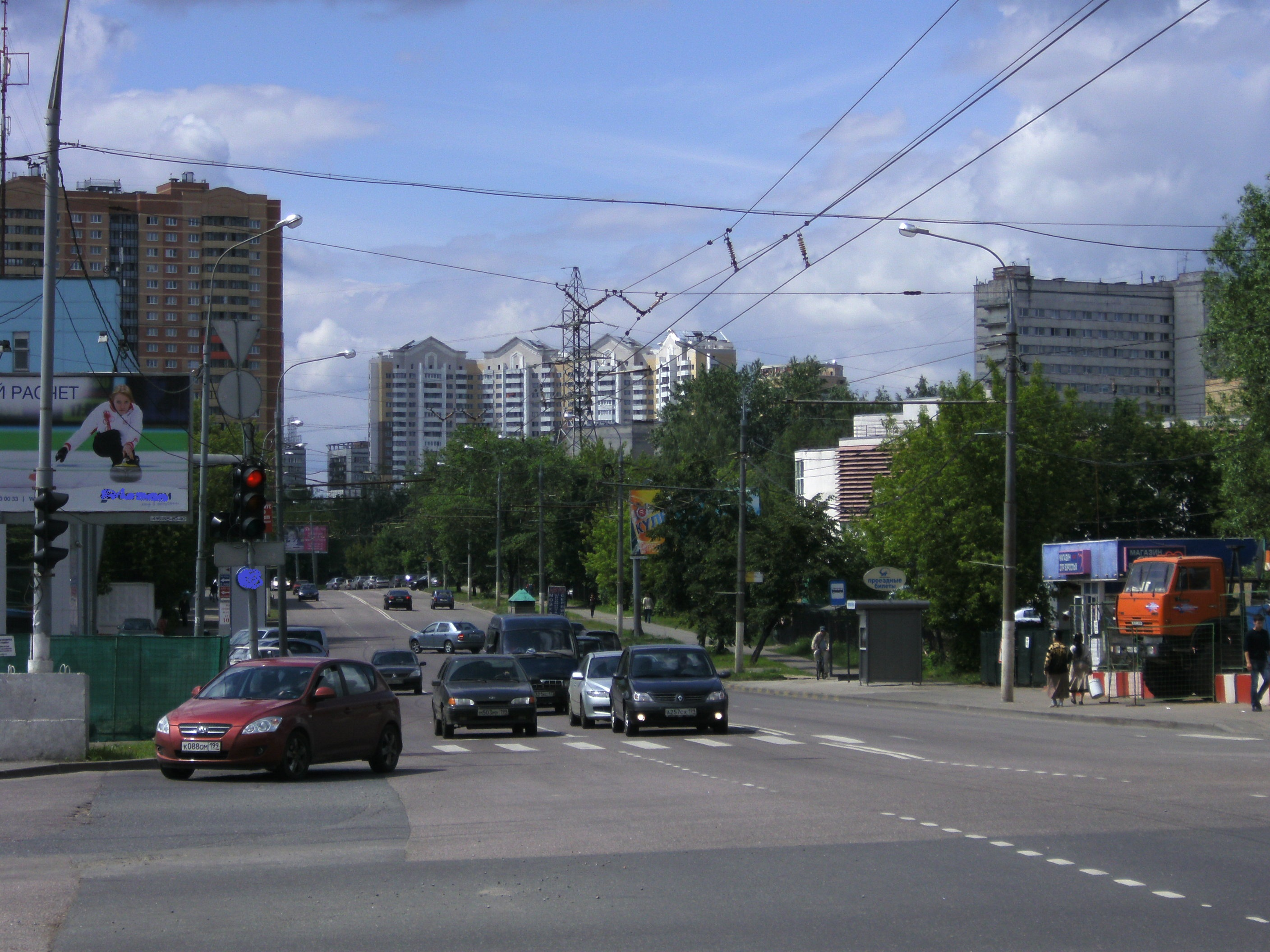
Конец улицы
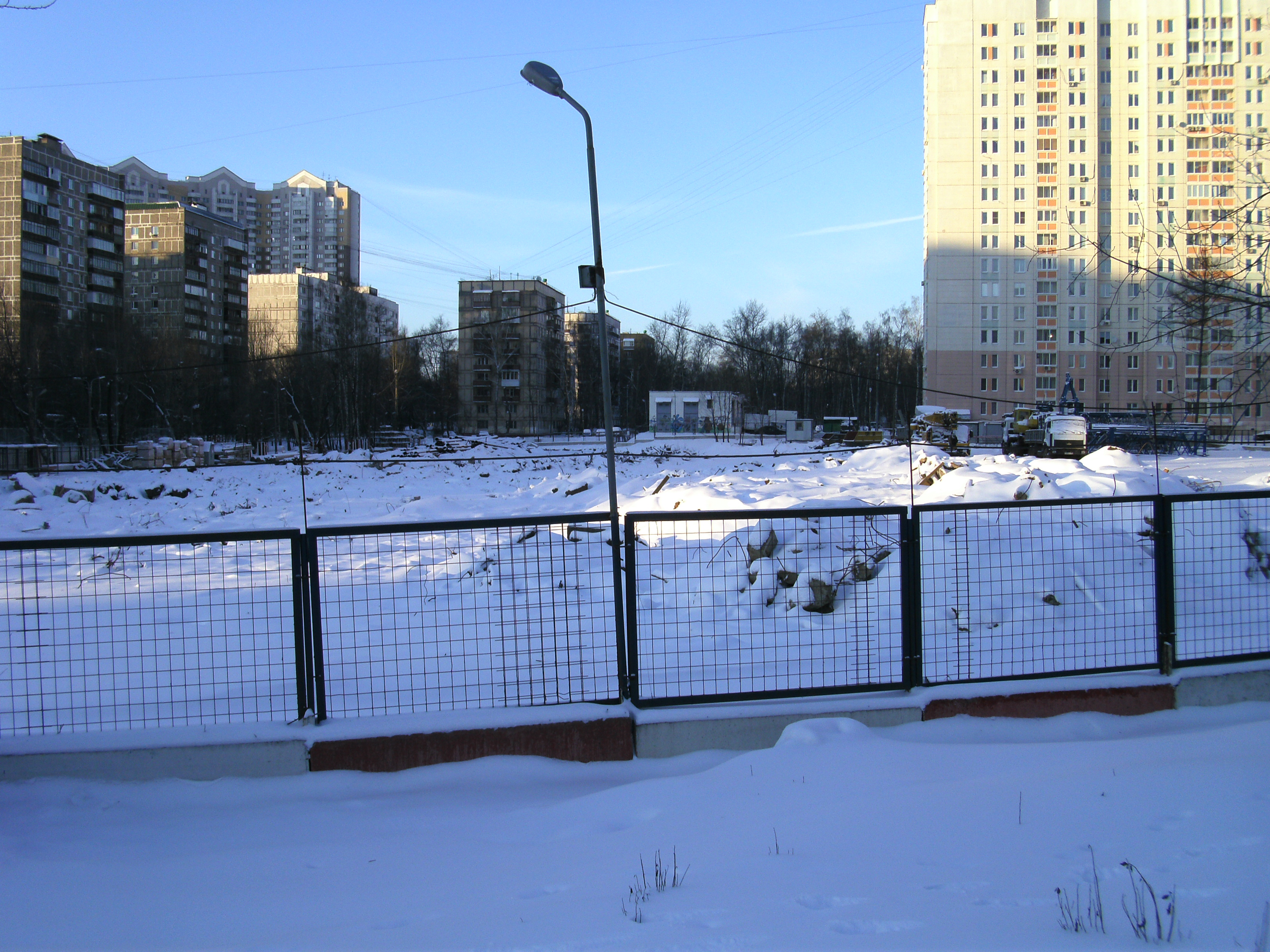
На месте снесённого дома № 11, как предполагалось, будет расположен один из выходов станции метро «Беломорская». Позже было принято решение возвести на этом месте многоэтажный дом (получил № 11 к. 1). Ещё позднее строительство станции было снова утверждено, но немного в стороне.

## Транспорт
- Станция метро «Беломорская»
- Автобусные маршруты № т58, 173, 403[4], 199[5], 343[6], 443[6], 851[7].